# Schisma Națională
Schisma Națională (greacă Εθνικός Διχασμός, Ethnikos Dikhasmos) este un eveniment istoric din Grecia generat de neînțelegerile dintre regele Constantin I și premierul  Eleftherios Venizelos cu privire la posibilitatea intrării în război de partea uneia dintre taberele primei conflagrații mondiale. Neînțelegerile și demiterea lui Venizelos de către rege au dus la o ruptură profundă dintre cei doi, care s-a prelungit în rândul sprijinitorilor celor doi și mai departe în societatea greacă.
Grecia s-a împărțit în două tabere politice radical opuse, după ce Venizelos a organizat un stat separat în nordul Greciei și a reușit în cele din urmă, cu ajutorul Aliaților,  să-l oblige pe rege să abdice. Efectele „Schismei Naționale” s-au resimțit în politica elenă până în deceniul al cincilea și a contribuit hotărâtor la eșecul campaniei din Anatolia din timpul războiului cu Turcia din 1919 – 1922, la prăbușirea celei de-a doua republici elene și la lovitura de stat care a adus la putere regimul dictatorial al lui Ioannis Metaxas.

## Cauzele conflictului
Cauza principală a conflictului a fost disputa dintre premierul Venizelos și regele Constantin în chestiunea puterilor constituționale în stat. regele, în ciuda faptului că puterile sale constituționale erau foarte limitate, exercita o mare influență asupra guvernului, în special la sfârșitul secolului al XIX-lea, perioadă în care scena politică a fost foarte instabilă. Reformiștii și liberalii au considerat amestecul monarhului în politică ca foarte primejdios. Atitudinea negativă a populației față de monarhie a fost întărită de înfrângerea armatei elene conduse de Constantin (pe atunci prinț moștenitor) în timpul războiului greco-turc din 1897. Dorința de reforme era împărtășită de numeroși ofițeri tineri ai armatei elene, care se simțiseră profund umiliți de înfrângerea din război, și care erau influențați de liberalismul vest-european. Pe 15 august 1909 a fost formată „Liga Militară”, după modelul Junilor Turci, care a emis o declarație din cazarma militară Goudi din Atena. Mișcarea, care pretindea reforme militare și politice, a fost sprijinită de pături largi ale populației. Regele George I a fost obligat să cedeze în fața presiunii militarilor. El l-a numit ca prim-ministru pe Kyriakoulis Mavromichalis și a acceptat demiterea prințului moștenitor din fruntea armatei.
În scurtă vreme a devenit evident că liderii Ligii sunt incapabli să conducă țara. Ei au căutat un lider politic experimentat, preferabil un antimonarhist, care să nu fi fost legat de vechiul sistem politic elen. Persoana care a  corespuns criteriilor de selecția a ofițerilor a fost Eleftherios Venizelos, un politician cretan remarcabil, care avusese conflicte cu regentul insulei, prințul George, confirmând prin acestea poziția antimonarhistă și liberală. Odată cu sosirea lui Venizelor, Liga a încetat să mai aibă o poziție importantă pe scena publică, iar politicianul cretan a ajuns să domine rapid viața politică elenă. Guvernul condus de el a pus în practică o serie de reforme, prea multă vreme întârziate, inclusiv proclamarea unei noi constituții în 1911. El a stabilit însă o relație strânsă cu regele, a refuzat să transforme parlamentul într-o adunare constituantă și chiar i-a reinstalat pe principii eleni în funcții de comandă în armată, prințul moștenitor Constantin primind funcția de Inspector general al armatei.
Imediat după izbucnirea Războaielor Balcanice, Constantina a fost promovat din nou în funcția de comandant suprem, iar succesele armatei în cele două conflicte, în special în Al doilea Război Balcanic împotriva Bulgariei, au făcut uitate înfrângerea din 1897. După încoronarea lui Constantin, el a fost numit „Încoronatul cu lauri” și „Omorâtorul de bulgari”, (probabil prin comparație cu împăratul bizantin Vasile al II-lea „Omorâtorul de bulgari”, care reinstalase frontierele imperiului pe Dunăre în 1018). În timpul acestui război au apărut însă primele tensiuni dintre Constantin și Venizelos în disputa cu privire la cursul operațiunilor militare de după victoria Sarantaporon. Constantin dorea să continue să înainteze spre nord, spre Monastir (Macedonia), unul dintre cele mai importante orașe din Macedonia, în timp ce Venizelor se temea ca inamicul să nu atace orașul-port de importanță strategică Thessaloniki. Temerile lui Vezizelos erau legate de intențiile evidente ale bulgarilor cu privire la cucerirea Monastirului, acțiune în vederea căreia concentraseră trupe importante. Punctul de vedere al lui Venizelor a fost cel corect, iar trupele elene au intrat în oraș cu doar câteva ore mai înaintea sosirii bulgarilor. Acest episod nu a fost făcut public la vreme lui, iar cei doi lideri, regele și primul ministru, amândoi bucurându-se de o mare popularitate, au fost considerați un cuplu formidabil aflat în frunte statului grec.

## Începutul conflictului 1914 – primele lui ale lui 1915

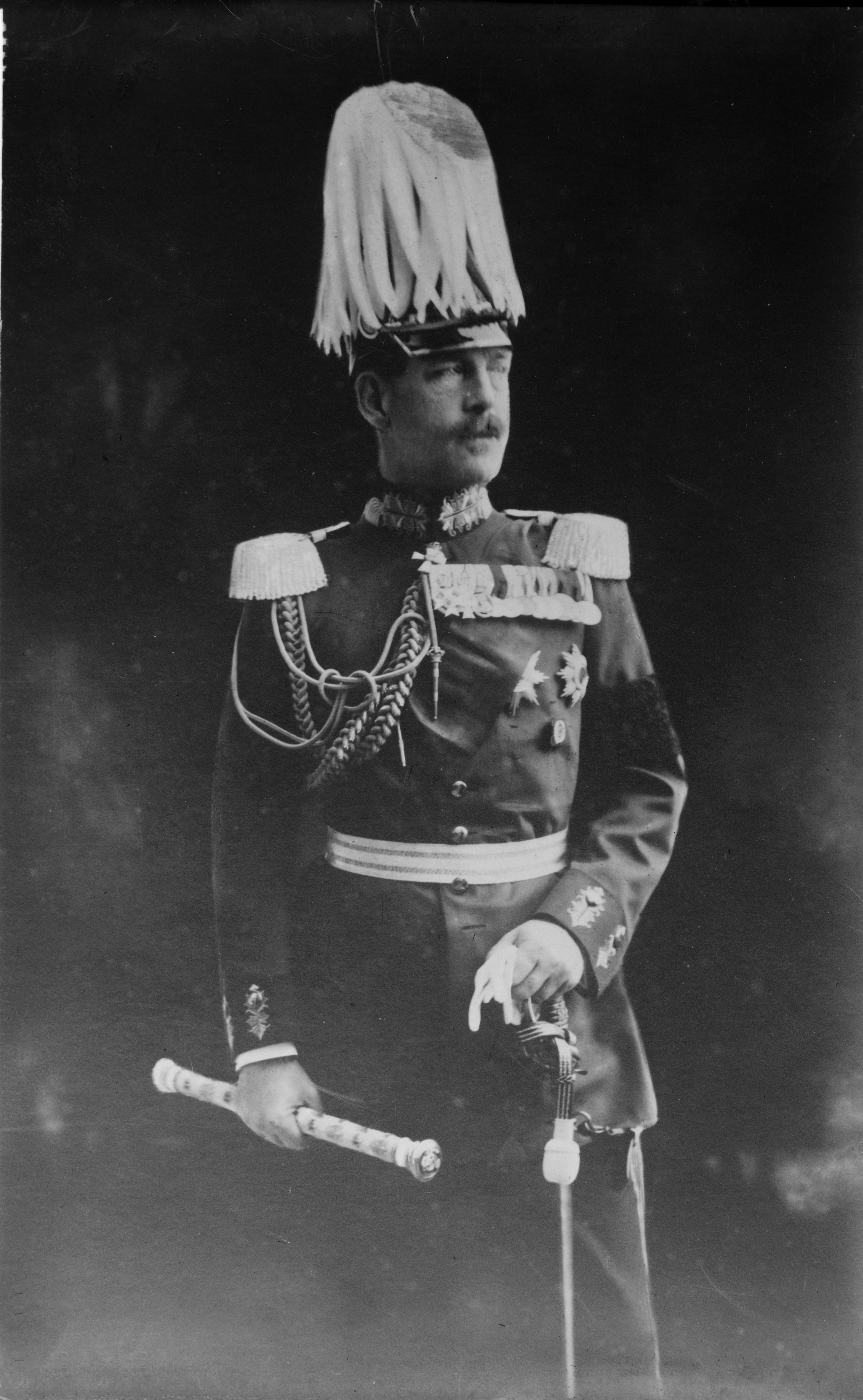
Regele Constantin I îmbrăcat în uniformă de feldmareșal german. Atitudinea sa progermană a determinat susținerea de către monarh a poziției de neutralitate a țării la începutul primei conflagrații mondiale.

În momentul declanșării Primului Război Mondial, autoritățile elene au avut de alege între statutul de neutralitate și alierea cu Antanta. Alierea cu Puterile Centrale nu reprezenta o opțiune posibilă datorită amenințării care o reprezenta pentru țară marina britanică din Mediterana, cât și datorită faptului că inamicul tradițional al Greciei, Imperiul Otoman, se aliase deja cu Imperiul German și cel Austro-Ungar încă din octombrie 1914. Din aceste motive, neutralitatea era considerată cea mai potrivită atitudine de către grecii progermani, inclusiv de membrii Marelui Stat Major, care aveau o mare influență asupra regelui. Situația Greciei era complicată de alți câțiva factori. Soția regelui Constantin, Sofia a Prusiei, era sora Kaiserului, Wilhelm al II-lea. În plus, chiar regele Constantin fusese educat în Germania și era un admirator al culturii și civilizației germane. Grecia avea un pact de apărare mutuală cu Regatul Serbiei, un membru al [[Aliații din primul război
Regele avea toate motivele să se gândească la sprijinirea Puterilor Centrale. Cu toate acestea, el a considerat că era în interesul superior al Greciei să păstreze statutul de neutralitate al țării, cel puțin atâta vreme cât nu se prefigura nicio tabără învingătoare. Pe de altă parte, premierul Venizelor se în favoarea alianței cu Antanta.
În ianuarie 1915, încercând să convingă Grecia să se alăture taberei Aliaților, guvernul de la Londra a promis Atenei importante câștiguri teritoriale în dauna Imperiului Otoman în Asia Mică. Premierul a considerat că o astfel de ofertă este în avantajul Greciei și a încercat trecerea prin parlament al unei legi care să permită intrarea țării în război de partea britanicilor. Opoziția dură a regelui și a principalilor lideri militari eleni l-au forțat pe Venizelos să demisioneze din fucție.

## Alegerile generale, 1915 – 1916

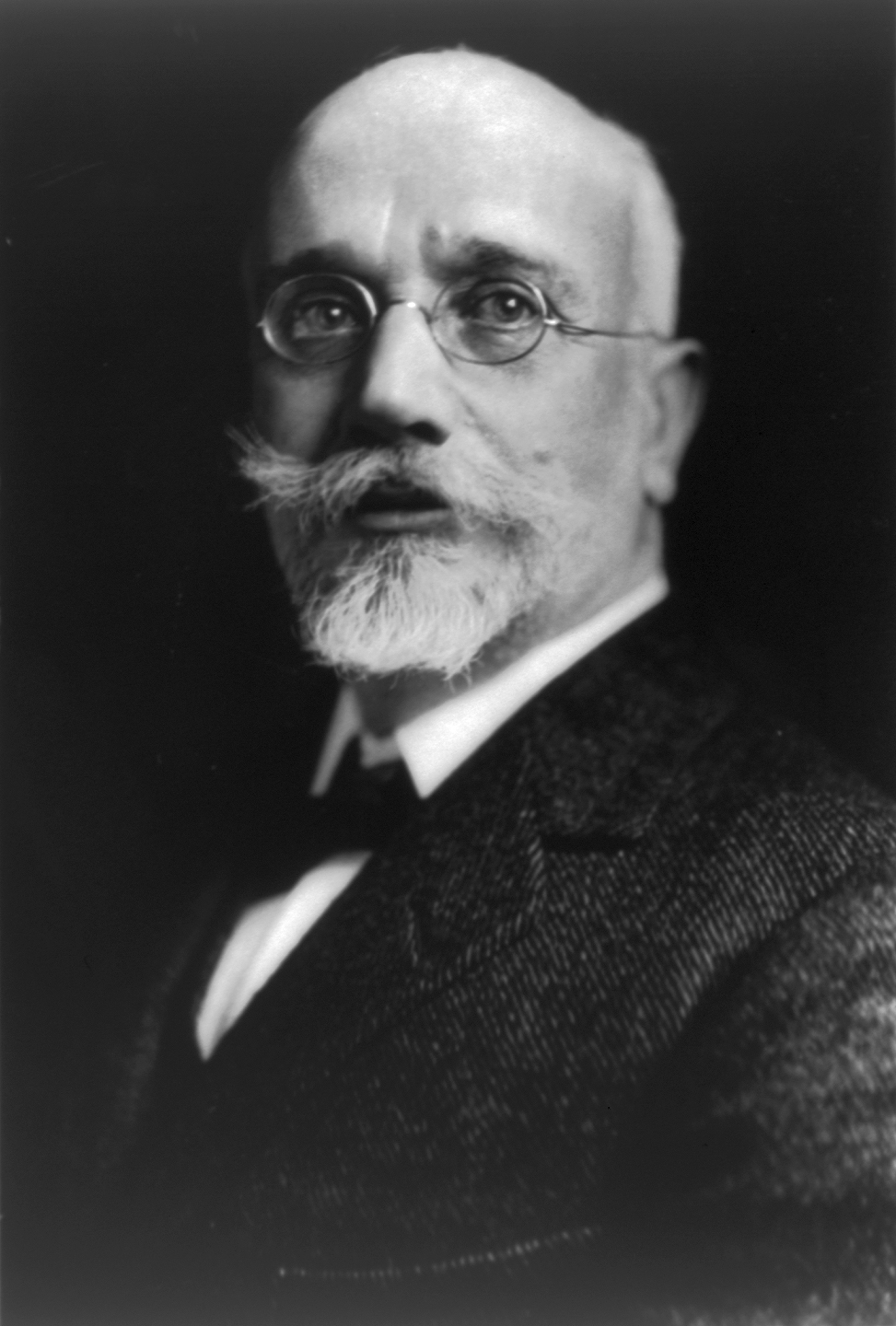
Eleftherios Venizelos, premierul Greciei, a crezut că interesele Greciei cer intrarea în război de partea Aliaților

Demisia lui Venizelos a provocat prima ruptură în societatea elenă și a provocat o luptă politică între rege și susținătorii lui pe de-o parte și sprijinitorii fostului premier, pe de alta, care a forțat convocarea alegerilor generale în 1915. Alegerile au fost câștigate de Partidul Liberal al lui Venizelos. Acesta din urmă și-a recâștigat funcția de premier al Greciei, dar regele a refuzat să ratifice numirea noilor miniștri până în august.
În acest timp, relațiile sârbo-bulgare s-au deteriorat în asemenea măsură, încât Bulgaria a declarat război vecinului său. Noul conflict amenința stabilitatea în provincia recuperată de curând de Grecia, Macedonia, inclusiv securitatea importantului port Thessaloniki.Venizelos a cerut să negocieze un nou tratat de apărare cu Serbia, prin care s-ar fi asigurat apărarea frontierei greco-bulgare. Constantin a aprobat semnarea unui asemenea înțelegeri doar în condițiile în ce Grecia ar fi fost atacată. După ce nu reușit să depășească opoziția monarhului, Venizelor a adoptat o nouă tactică, permițând trupelor britanice și franceze să debarce în  Macedonia, în vederea pregătirii atacului de la Gallipoli. Această hotărâre a provocat derută în rândul  guvernanților și Venizelor a profitat de acest moment pentru forțarea votului parlamentarilor, care, cu o majoritate de 37 de voturi, au aprobat declarația de război împotriva Bulgariei.
Disputa dintre premier și rege a atins apogeul la scurtă vreme după ce monarhul a invocat dreptul constituțional de demitere unilaterală a guvernului. Regele l-a forțat în decembrie 1915 pe Venizelos să demisioneze pentru a doua oară și a dizolvat parlamentul dominat de liberali, convocând noi alegeri. Venizelos a părăsit Atena și s-a mutat în Creta natală.
Liberalii au boicotat noile alegeri, ceea ce a subminat pozițiile noului guvern monarhist, care a fost privit ca un cabinet numit direct de rege, fără a se ține seama de opinia poporului. Tensiunile dintre cele două tabere au crescut gradual de-a lungul anului următor. Opinia publică nu era însă foarte clar împărțită în acea perioadă. Când forțele franceze și britanice au debarcat la Salonic, în conformitate cu permisiunea dată de Venizelos pe vremea când era premier, grecii l-au sprijinit pe rege, care considera că Aliații au violat suveranitatea țării. Totuși, mai târziu, când Puterile Centrale au preluat controlul asupra Macedoniei în mai 1916, grecii s-au revoltat împotriva regelui și a incapacității sale de apărare a teritoriului național.
Pe 30 mai 1916, a avut loc o lovitură de stat dată împotriva guvernului roialist de „Mișcarea de Apărare Națională” (Κίνημα της Εθνικής Αμύνης), o organizație militară provenizelistă cu sediul în Salonic. Lovitura de stat a dus la formarea unui al doilea guvern cu sediul în Salonic. Cu sprijinul aliaților, Venizelos s-a reîntors în Grecia continentală din Creta, devenind conducătorul noului guvern provizoriu. Spre sfârșitul anului 1916, Franța și Anglia, după ce au eșuat să convingă guvernul regalist să li se alăture, au recunoscut oficial guvernul lui Venizelos ca singur guvern legal al Greciei.
Un grup paramilitar roialist numit „Rezerviștii” (Επίστρατοι) a fost format sub conducerea colonelului Ioannis Metaxas, un apropiat al regelui Constantin și viitor dictator al Greciei, acesta dedându-se la atacuri împotriva liberalilor și susținătorilor lui Venizelos din Atena și din zona înconjurătoare. Aceste violențe au culminat cu conflictul dintre Rezerviști și marinarii francezi. Ca urmare, Aliații au instituit blocada navală, au pus stăpânire pe flota elenă și au cerut dezarmarea forțelor regaliste și retragerea lor din Peloponez. Blocada a durat 106 zile, în care timp niciun fel de marfă nu a intrat sau nu au ieșit din porturile controlate de guvernul de la Atena.

## Intrarea Greciei în război 1917 – 1918
Blocada aliaților și-a atins până la urmă scopul. În iunie 1917, după ce flota franco-britanică a amenințat că va bombarda Atena dacă regele nu abdică, Constantin a plecat din țară, lăsând tronul celui de-al doilea fiu al său, Alexandru. Venizelos a preluat controlul guvernului și a militat pentru intrarea Greciei în război alături de Aliați. În iulie, Grecia a declarat în mod oficial război Puterilor Centrale. În timpul celor 18 luni de război care  au urmat, 10 divizii elene au luptat alături de forțelor aliate împotriva trupelor bulgare și germane din Macedonia și Bulgaria. În timpul luptelor, grecii au pierdut aproximativ 5.000 de militari.

## Consecințe
Intrarea în război și evenimentele care au determinat această decizie au dus la o fractură politică și socială adâncă în societatea elenă postbelică. Cele mai importante partide politice, liberalii lui Venizelos și regaliștii, implicați în perioada antebelică într-o luptă politică acerbă, au ajus după război să se urască cu patimă. Ambele tabere considerau acțiunile celeilalte în timpul Primului Război Mondial ca fiind nelegitime și trădătoare. Această dușmănie s-a răspândit inevitabil în întreaga societate elenă, fiind unul dintre factorii care au dus la dezastrul din Asia Mică din timpul războiului greco-turc din 1919-1922 și a favorizat atmosfera de nesupunere politică și militară din perioada interbelică. Schisma Națională a fost una dintre principalele cauze ale fondării A doua Republică Elenă, a colapsului acesteia și a instaurării regimului dictatorial al lui Ioannis Metaxas în 1936.
Dușmănia dintre regaliști și liberali s-a răspândit și în rândul diasporei elene, comunitățile elene din străinătate, organizate de multe ori în parohii ortodoxe concurente,  favorizând una sau alta dintre partide. În unele cazuri, animozitatea și neîncrederea dintre parohii a supraviețuit până în zile noastre, la mulți ani după ce neînțelegerile politice au dispărut.